# Astragalus spaldingii
Astragalus spaldingii är en ärtväxtart som beskrevs av Asa Gray. Astragalus spaldingii ingår i släktet vedlar, och familjen ärtväxter. Inga underarter finns listade i Catalogue of Life.